# Valerietta boursini
Valerietta boursini là một loài bướm đêm trong họ Noctuidae.